# STGM
STGM（ステゴマ）は、日本のアコースティックデュオである。
2004年に結成された。

## メンバー
- 松本秀人(まつもと ひでと)

1985年4月13日生まれ O型
ボーカル、ギター 岩手県紫波町出身。X-JAPANのhideと同姓同名
元メンバー
- 釜石 隆広(かまいし たかひろ)

1985年7月9日生まれ A型
ギター、コーラス 岩手県紫波町出身。左利き

## 来歴
2004年、地元岩手県で結成。盛岡駅を中心に路上活動を始める。その後ヒッチハイクで故郷岩手を離れ大阪へ。2007年より東京に活動の拠点を移す。2008年10月、東映映画『三本木農業高校、馬術部』（主演:長渕文音、監督:佐々部清）の主題歌（押尾コータロープロデュース）でSMEレコーズよりメジャーデビュー。

### 活動
- 2004年10月 - 毎日放送・RKB毎日放送「MTM」レギュラー出演開始
- 2005年 3月 - 大阪城城天200人動員路上ライブ決行
- 2005年 5月 - 初のワンマンライブをESAKA MUSEで行う
- 2005年11月 - RKB毎日放送「ポジTV」レギュラー開始
- 2007年 2月 - 活動の場を東京へ移す
- 2007年 8月 - 盛岡・大阪・福岡にてAXIONツアーを行う
- 2008年 3月 - 「歩」でインディーズデビュー
- 2008年 4月 - 「プロローグ」発売（インディーズ時代のベスト盤）
- 2008年12月 - 釜石が脱退

## ディスコグラフィー
インディーズ
- 歩（2008年3月12日発売）
- キャッチボール（2007年5月発売）
- プロローグ（2008年4月5日発売）

メジャー
- この胸に（2010年10月発売、SMEレコーズ）

映像
- AXION - STGMを題材に作られたロードムービー。（2008年3月公開）